# Wonder Woman 1984
Wonder Woman 1984 è un film del 2020 co-scritto, diretto e co-prodotto da Patty Jenkins.
Basato sul personaggio di Wonder Woman di DC Comics, interpretata da Gal Gadot, è il nono film del DC Extended Universe (DCEU) e sequel del film Wonder Woman (2017). Del cast fanno parte anche Chris Pine, Kristen Wiig, Pedro Pascal, Connie Nielsen e Robin Wright. È il quarto film in cui il personaggio appare dopo essere comparsa in Batman v Superman: Dawn of Justice, Wonder Woman e Justice League.

## Trama
Una giovane Diana Prince partecipa a un evento atletico in onore della famosa Amazzone Asteria su Themyscira contro le Amazzoni più anziane. Dopo essere caduta da cavallo, Diana prende una scorciatoia e rimonta, ma manca un checkpoint. Antiope la allontana dalla competizione, spiegando che tutto ciò per cui vale la pena deve essere ottenuto onestamente.
Nel 1984, Diana lavora presso la Smithsonian Institution di Washington mentre esegue segretamente azioni eroiche come Wonder Woman. La nuova impiegata del museo Barbara Ann Minerva, una timida topologa, geologa e cripto-zoologa, viene a malapena notata dai suoi colleghi. Barbara finisce per invidiare Diana. Successivamente, l'FBI chiede al museo di identificare le antichità rubate da una rapina che Wonder Woman ha recentemente sventato. Barbara e Diana notano che un oggetto, successivamente identificato come la "Pietra dei Sogni", contiene un'iscrizione latina che promette di esaudire un desiderio al suo possessore. Diana desidera inconsapevolmente che il suo defunto amante Steve Trevor sia vivo. La sera invece, mentre studia la pietra, Barbara desidera diventare come Diana, senza rendersi conto che le dà gli stessi super poteri.
L'uomo d'affari in fallimento Maxwell Lorenzano, noto anche come Max Lord, visita lo Smithsonian con il pretesto di essere un ricco donatore. Spera di ottenere e utilizzare il potere della pietra per salvare la sua compagnia petrolifera in bancarotta. In un gala dello Smithsonian, Diana si riunisce con uno Steve risorto, la cui anima abita il corpo di un altro uomo. Solo Diana lo vede come Steve Trevor. Durante il gala, Max seduce ed inganna Barbara, andando insieme a lei nel suo ufficio e rubando la Pietra dei Sogni. Tornato al suo ufficio, Max desidera "diventare" la pietra e ottiene così i suoi poteri di esaudimento dei desideri. Lord diventa una figura ricca e potente che crea caos e distruzione mentre i suoi poteri innescano l'instabilità mondiale.
Barbara, Diana e Steve scoprono che la Pietra dei sogni è stata creata da Dolos, il dio delle bugie, del tradimento, dell'inganno e del male. La pietra concede un desiderio all'utente, ma in cambio richiede un pedaggio a meno che non si rinunci al desiderio o si distrugga la pietra. Sebbene il potere di Diana e l'umanità di Barbara diminuiscano, entrambe non sono disposte a rinunciare ai loro desideri. Dopo aver appreso dal presidente degli Stati Uniti di un sistema satellitare che trasmette segnali a livello globale, Max, i cui poteri stanno causando il deterioramento del suo corpo, intende esaudire globalmente i desideri per richiedere in cambio parte del vigore fisico di coloro che li esprimono, così da recuperare la propria salute. Diana e Steve lo affrontano alla Casa Bianca, ma Barbara, ora alleatasi con Max, sconfigge Diana, scappando poi insieme a Max sul Marine One. Steve convince Diana a rinunciare al suo desiderio e lasciarlo andare, ripristinando la sua forza e acquisendo la capacità di volare.
Indossando l'armatura della guerriera amazzone Asteria, Diana vola al quartier generale del satellite e combatte di nuovo con Barbara, che si è trasformata in una creatura simile a un ghepardo dopo aver desiderato diventare un super predatore. Sia Barbara che Diana entrano in un combattimento brutale, in cui entrambe finiscono per affrontarsi in acqua. Dopo aver sconfitto Barbara, Diana affronta Max e usa il suo Lazo della Verità per comunicare con il mondo attraverso di lui, convincendo tutti a rinunciare ai propri desideri. Inoltre mostra a Max visioni: prima della sua infelice infanzia, poi del suo giovane figlio, Alistair, che è alla frenetica ricerca di suo padre in mezzo al caos. Max rinuncia quindi al suo desiderio e si riunisce con Alistair. Qualche tempo dopo, Diana incontra l'uomo il cui corpo era posseduto da Steve.
Nella scena dopo i titoli di coda, si scopre che Asteria vive segretamente tra gli umani.

## Personaggi
- Diana Prince / Wonder Woman, interpretata da Gal Gadot: una semidea immortale, principessa e guerriera amazzone. Diana è la figlia di Ippolita, regina di Themyscira, e di Zeus, re degli Dei dell'Olimpo.[1] Gadot parlò dell'evoluzione del suo personaggio dal primo film dicendo che: "Nel primo film, Diana si sentiva un pesce fuor d'acqua, venendo da Themyscira ed entrando nella società dell'uomo si dovette adattare alla vita umana. In Wonder Woman 1984, invece è sempre in giro. È più saggia e matura. È sorvegliata e ha perso tutti i suoi amici nel corso degli anni. Ma sta ancora facendo la cosa giusta, ma allo stesso tempo è diversa da quando l'abbiamo vista l'ultima volta."[2] Gadot aggiunse inoltre che, "Nel primo film, abbiamo esplorato gli anni di formazione, di come Diana Prince divenne Wonder Woman, grazie ai suoi poteri e forze."[2]
  - Lilly Aspell riprende il suo ruolo come Diana da giovane del primo film.
- Steve Trevor, interpretato da Chris Pine: un aviatore americano e primo amore di Diana, ritenuto morto durante gli eventi del primo film.[3]
- Barbara Ann Minerva / Cheetah, interpretata da Kristen Wiig: un'archeologa molto insicura che diventa amica di Diana, prima che assuma l'aspetto e le capacità di un ghepardo. Successivamente tradirà la sua amicizia con Diana, alleandosi con Lord per sconfiggerla.[4][5][6]
- Maxwell Lord, interpretato da Pedro Pascal: un uomo d'affari ed imprenditore nell'ambito mediatico, divenuto famoso per le televendite, è anche il fondatore della Black Gold Cooperative.[7][8] Dopo aver trascorso la maggior parte della sua vita alla ricerca della Pietra del Sogno, Lord riuscì ad impossessarsene solo dopo aver manipolato Cheetah. Lord utilizzò la pietra per sé stesso ottenendone i poteri; inoltre ne assorbì tutti i suoi doni dopo aver desiderato di essere la forma vivente della pietra. Patty Jenkins dichiarò riguardo alla performance di Pascal nel ruolo di Maxwell, di essersi ispirata a Gordon Gekko, interpretato da Michael Douglas nel film Wall Street (1987) di Oliver Stone, e a Lex Luthor, interpretato da Gene Hackman nel film Superman (1978). La Jenkins ha descritto Lord come "un cattivo con il potenziale per essere pericoloso e spaventoso".[9]
  - Lambro Demetriou e Jonny Barry interpretano Maxwell "Max Lord" Lorenzano da giovane, rispettivamente all'età di 8 e 15 anni.
- Antiope, interpretata da Robin Wright: la sorella defunta di Ippolita, zia di Diana e generale dell'esercito amazzone.[10]
- Ippolita, interpretata da Connie Nielsen: La regina di Themyscira, madre di Diana.[10]

Inoltre, Alistair interpretato da Lucian Perez, è il figlio di Maxwell dal suo precedente matrimonio; Emir Said Bin Abydos interpretato da Amr Waked, il sovrano della città petrolifera Bialya; Kristoffer Polaha interpreta un uomo il cui corpo è posseduto da Steve (il personaggio è accreditato come "Handsome Man"); Carol interpretata da Natasha Rothwell, il capo di Barbara allo Smithsonian; Baba Jide interpretato da Ravi Patel, un uomo che conserva i documenti relativi alla storia della Pietra del Sogno; Raquel interpretata da Gabriella Wilde, l'assistente di Maxwell; Simon Stagg interpretato da Oliver Cotton, investitore aziendale di Maxwell; Kelvin Yu e Asim Chaudhry interpretano due colleghe di Barbara allo Smithsonian, Stuart Milligan interpreta il Presidente degli Stati Uniti d'America; Generale Petersen interpretato da Patrick Lyster, è il capo dello stato maggiore congiunto ("CJCS" acronimo inglese allo Studio Ovale); mentre il generale dell'armata russa viene interpretato da Constantine Gregory.
Lynda Carter, che ha interpretato l'eroina titolare nella serie televisiva degli anni 1970, compare attraverso un cameo interpretando Asteria, una guerriera leggendaria delle Amazzoni che anticamente possedeva la potente armatura alata. Anche Matt Costello da Still Game compare attraverso un cameo come tassista. Yaron Versano, marito di Gal Gadot, insieme alle loro due figlie Alma e Maya, compaiono brevemente alla fine del film.

## Produzione

### Sviluppo
Dopo Wonder Woman, l’attrice Gal Gadot aveva soltanto un altro film in programma con la DC dai tre previsti del suo contratto ed ha così deciso di prolungarlo. La regista Patty Jenkins, che inizialmente aveva firmato per dirigere un solo film, aveva espresso interesse in un sequel. A giugno 2017, durante un'intervista con Variety, Geoff Johns ha rivelato che lui e la Jenkins avevano iniziato il processo di scrittura di un possibile sequel. Mentre la Jenkins stava rispondendo alle domande dell'intervista, essa aveva confermato che avrebbe diretto il sequel. Tuttavia, su Twitter la regista ha pubblicato che non si stava trattando di una conferma ma bensì si stava parlando di alcune idee e speranze al riguardo
Il 22 luglio 2017, in occasione del San Diego Comic-Con, lo studio ha ufficialmente annunciato il film con il ritorno della regista. Nel settembre seguente è stato reso noto che David Callaham si era unito nella scrittura della sceneggiatura alla Jenkins e a Johns, che già stavano lavorando da svariati mesi. Il 28 febbraio, è stato riportato che il film sarebbe stato girato con le videocamere IMAX per la selezione delle sequenze d'azione. A fine maggio 2018, Zack Snyder ha annunciato il suo coinvolgimento alla pellicola come produttore, assieme alla moglie Deborah Snyder che avrebbe partecipato al film come produttrice. Il 13 giugno 2018 è stato ufficializzato Wonder Woman 1984, il titolo del film.

### Pre-produzione
La pre-produzione è iniziata ufficialmente a dicembre 2017 nel Regno Unito. Nello stesso mese, la regista Patty Jenkins dichiarò che il film sarebbe stata un'altra grande storia d'amore Ad aprile 2018 è stato confermato che il film si sarebbe ambientato negli anni 1980, Il mese seguente le scenografe Aline Bonetto e Lindy Hemming sono state riconfermate nella crew.

### Casting
A settembre 2017 è stato confermato il ritorno di Gal Gadot nei panni della protagonista. Nel febbraio 2018 Kristen Wiig era in trattative per interpretare l'antagonista Cheetah, e il mese successivo è stata ufficializzata dalla Jenkins. Per la fine di marzo Pedro Pascal si è unito al cast in un ruolo importante, in seguito specificato in Maxwell Lord. A giugno 2018 la Jenkins ha annunciato tramite Twitter il ritorno di Chris Pine nel ruolo di Steve Trevor. Il mese seguente è stato annunciato che Natasha Rothwell, Ravi Patel, Amr Waked e Gabriella Wilde erano entrati nel cast in ruoli non definiti. Per la fine di agosto è stato confermato che Connie Nielsen e Robin Wright sarebbero tornate ad interpretare Ippolita ed Antiope tramite dei flashback. A novembre 2018 Kristoffer Polaha ha rivelato di avere un ruolo nel film.

### Riprese
Le riprese principali sono iniziate il 13 giugno 2018 con il titolo di lavorazione Magic Hour. Le riprese del film si svolsero in diversi luoghi: a Leavesden in Inghilterra, nel Distretto di Columbia (Georgetown) e nella Virginia settentrionale (Alexandria) negli Stati Uniti dal 18 giugno al 14 luglio 2018. Le riprese si svolsero in parte anche a Washington, nel DAR Constitution Hall vicino alla Casa Bianca, nel Hirshhorn Museum and Sculpture Garden della Smithsonian Institution e nel Lincoln Memorial. A metà luglio, la produzione dagli Stati Uniti è stata spostata in Inghilterra. Ad agosto le riprese si svolsero in diverse località londinesi, tra cui St. Andrew's Place, Regent's Park e al Royal College of Physicians. Tra settembre e ottobre 2018, la produzione si spostò nella Spagna meridionale, ad Almería, in Andalusia e nelle Isole Canarie di Fuerteventura e Tenerife. Dal 5 al 11 settembre, le riprese si svolsero presso il complesso fortificato Alcazaba di Almería. Dal 13 al 26 settembre, le riprese si svolsero a Fuerteventura, al Parco Naturale delle Dune di Corralejo, al Parque Holandés, al El Jablito, ad La Oliva e al Parco Naturale di Jandía. Nell'ultima settimana di settembre, le riprese si svolsero in diverse località a Tenerife.
A ottobre 2018, la produzione ritornò in Inghilterra, per girare alcune scene all'Imperial War Museum Duxford a Duxford, all'Hyde Park e all'Hotel Savoy nel centro londinese, infine a Torrington Square, vicino all'Università di Londra. A metà novembre 2018, Pedro Pascal concluse le sue ultime scene. Le riprese principali si conclusero il 22 dicembre 2018, dopo sei mesi dal loro inizio. Ulteriori riprese e scene fotografiche furono rigirate il 28 luglio 2019 a Londra presso la Warner Bros. Studios e completate ad agosto 2019.

### Post-produzione
Richard Pearson è stato il montatore cinematografico di Wonder Woman 1984. John Moffatt (Il quale già ha partecipato alla realizzazione della serie di Harry Potter e di Life - Non oltrepassare il limite) è invece supervisore principale addetto agli effetti visivi per il film. Double Negative, Framestore e Method Studios forniranno gli effetti visivi per il film.. Alexis Wajsbrot supervisionerà gli effetti per Framestore A dicembre 2019, Patty Jenkins ha rivelato che la realizzazione del film sarebbe stata completata con sei mesi di anticipo.

## Colonna sonora
Il 22 agosto 2018 Hans Zimmer è stato annunciato come compositore della colonna sonora del film, rimpiazzando così Rupert Gregson-Williams che si era occupato del primo film. Zimmer già in precedenza si era occupato delle colonne sonore de L'uomo d'acciaio e Batman v Superman: Dawn of Justice, entrambi parte del DC Extended Universe.

## Promozione

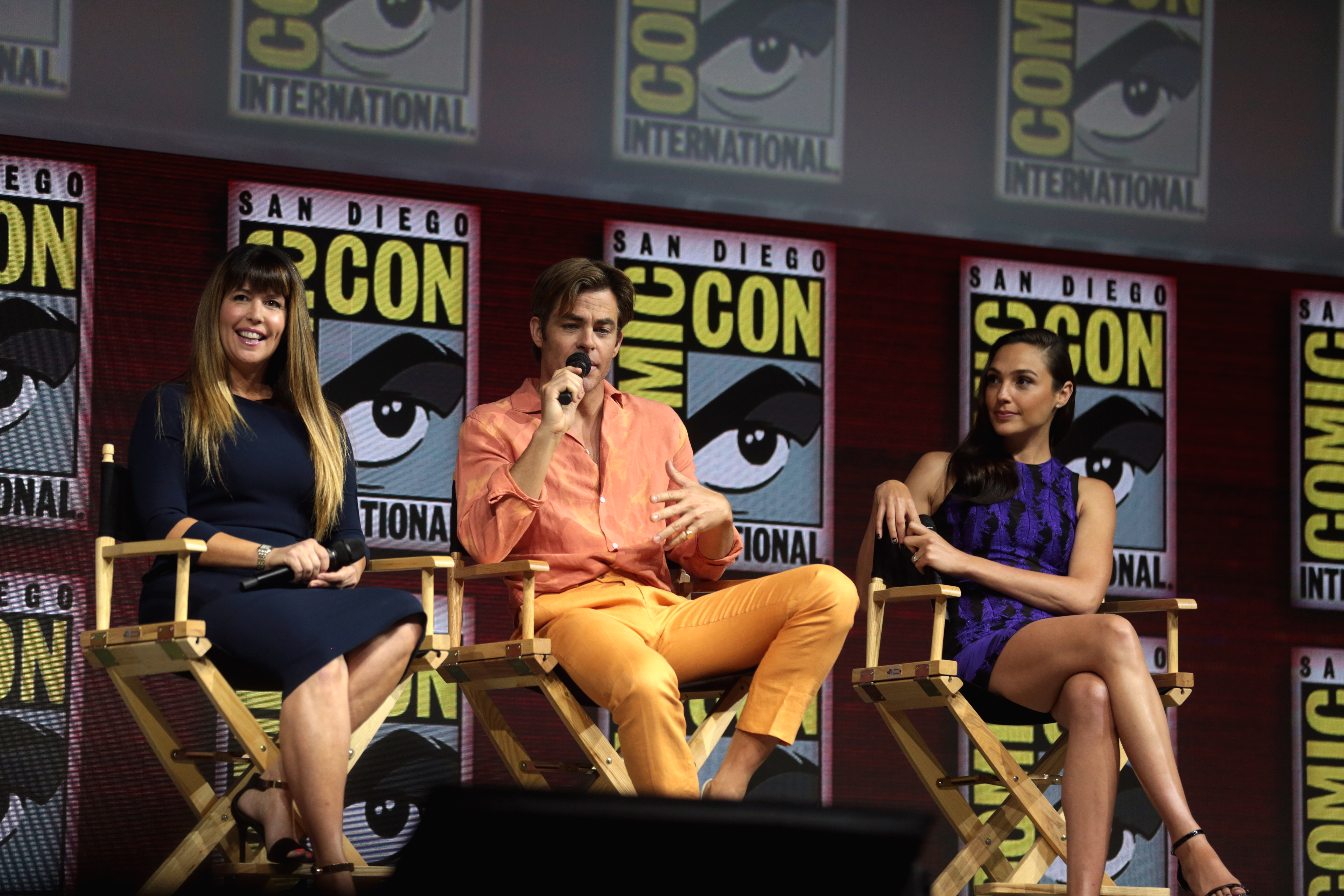
Patty Jenkins, Chris Pine e Gal Gadot mentre promuovono Wonder Woman 1984 al San Diego Comic-Con 2018

Il 22 giugno 2018 è stato riportato che Gal Gadot avrebbe partecipato alla presentazione del film al San Diego Comic-Con, dove sono state mostrate alcune scene; all'evento erano presenti anche la regista Patty Jenkins e l'attore Chris Pine. Nuove scene sono state mostrate durante il CinemaCon 2019 e a Las Vegas in Nevada c'è stato anche un primo sguardo al personaggio di Kristen Wiig, Cheetah. A giugno 2019 la Warner Bros. ha proiettato uno sguardo più esteso agli espositori europei del CineEurope a Barcellona, in Spagna.
Il 5 luglio 2019 è stato pubblicato il primo teaser poster, rispettivamente un anno prima dell'annuncio della prima data di uscita del film. A ottobre 2019 è stato annunciato che il primo trailer sarebbe stato mostrato al Comic Con Experience 2019; durante l'evento a São Paulo in Brasile parteciparono Gadot e Jenkins.
A fine mese WarnerMedia Entertainment ha mostrato altre scene del film alla stampa, durante la presentazione di HBO Max. Il primo trailer del film è stato pubblicato l'8 dicembre 2019. Lo stesso giorno le locandine dei personaggi del film (Wonder Woman, Maxwell Lord, Barbara Ann Minerva e Steve Trevor) furono pubblicate insieme al trailer.
Un nuovo trailer del film è stato diffuso durante la DC FanDome del 22 agosto 2020.

## Distribuzione
Inizialmente il film era stato pianificato per essere distribuito il 13 dicembre 2019, prima di stabilire una data per la metà del 2020. Il film doveva essere distribuito nelle sale cinematografiche statunitensi il 5 giugno 2020 ma a causa della pandemia di COVID-19 l'uscita è slittata inizialmente al 14 agosto 2020, poi al 2 ottobre e infine al 25 dicembre, a causa della lenta riapertura dei cinema.
In Italia, l'uscita del film era inizialmente prevista il 1º ottobre 2020, ma in seguito è stata spostata al 14 gennaio 2021..
In conclusione il film in Italia doveva uscire il 28 gennaio 2021, ma a causa del DPCM, che tra le misure contro il COVID-19 impone la chiusura delle sale di proiezione, è rimandato in esclusiva digitale il 12 febbraio 2021. Successivamente, il film è stato distribuito nelle sale italiane dal 13 maggio. In America, invece, è uscito, in contemporanea, al cinema e sulla piattaforma HBO Max, il 25 dicembre 2020.

### Divieti
Negli Stati Uniti il film è stato vietato ai minori di 13 anni non accompagnati per la presenza di «sequenze d’azione e violenza».
Come per il precedente film, Wonder Woman 1984 non sarà distribuito in diverse nazioni arabe e musulmane, a causa del passato di Gal Gadot come soldatessa israeliana e per via del boicottaggio israeliano.

## Accoglienza

### Ascolti
Wonder Woman 1984 ha stabilito un record di viewing: stando alle parole dell'attrice Connie Nielsen, il film ha totalizzato 2,25 miliardi di minuti spesi dagli utenti di HBO Max nei primi tre giorni di uscita, "equivalenti a circa 14,9 milioni di riproduzioni complete del film di 151 minuti".

### Incassi
Wonder Woman 1984 ha incassato $46 milioni in Nord America e $123 milioni nel resto del mondo, per un totale mondiale di $169 milioni di dollari. Nel gennaio 2021, The Hollywood Reporter ha scritto che il film avrebbe probabilmente fatto perdere allo studio "circa $100 milioni". Il film è stato un flop al box office.

### Critica
Il film ha ricevuto recensioni contrastanti dai critici. Sull'aggregatore di recensioni Rotten Tomatoes il film ha una percentuale di gradimento del 57% basato su 455 recensioni con un voto medio di 6.00 su 10. Il consenso critico cita: «Wonder Woman 1984 lotta con il sovraccarico del sequel, ma offre comunque abbastanza vibrante evasione per soddisfare i fan del franchise e del suo classico personaggio centrale». Su Metacritic ottiene un punteggio di 60 su 100 basato su 58 recensioni.

## Riconoscimenti
- 2021 - Screen Actors Guild Award
  - Candidatura alle migliori controfigure cinematografiche
- 2021 - Dorian Award
  - Candidatura al film "campy" dell'anno
- 2021 - Kids' Choice Award
  - Miglior film
  - Candidatura alla miglior attrice cinematografica a Gal Gadot
  - Candidatura al miglior attore cinematografico a Chris Pine
- 2021 - Costume Designers Guild Award
  - Candidatura ai migliori costumi in un film fantasy a Lindy Hemming
- 2021 - Art Directors Guild Award
  - Candidatura alla migliore scenografia per un film fantasy a Aline Bonetto
- 2021 - Critics' Choice Awards
  - Candidatura ai migliori effetti speciali

## Casi mediatici
È stato criticato il punto della trama in cui Steve, che abita il corpo di un altro uomo accreditato come "bell'uomo", mette il suo corpo in situazioni pericolose senza consenso, tra cui una scena di sesso tra Diana e Steve. The Mary Sue criticò molto tale parte, definendola uno stupro. Jenkins rispose che non c'erano problemi con questo aspetto della trama, poiché il film stava seguendo il concept dello scambio di corpo simile a quello visto nei film Big o Tutto accadde un venerdì; Bonnie Burton, scrivendo per CNET, affermò che, nonostante l'intenzione di Jenkins, lo scambio di corpi potrebbe non essere politicamente corretto nel periodo attuale così come lo era negli anni ottanta.
Roxana Hadadi di Slate ha criticato il film per la sua rappresentazione negativa e stereotipata degli arabi. Una scena in cui Wonder Woman salva diversi bambini egiziani musulmani mentre giocano a calcio è stata accolta con controversie: molti hanno criticato le implicazioni di Gadot, la quale espresse sostegno alle forze di difesa israeliane (di cui faceva parte) durante l'Operazione Margine di protezione, e tale scena è stata vista come una revisione di un incidente in cui un missile israeliano uccise quattro bambini palestinesi che giocavano a calcio su una spiaggia di Gaza.

## Sequel
A gennaio 2019, dopo il completamento delle riprese di Wonder Woman 1984, la regista e co-scrittrice Patty Jenkins annunciò che la trama per un terzo film di Wonder Woman, che si ambienterà in tempi moderni, era in preparazione. A dicembre 2019, la regista ha affermato che l'attesa tra il secondo e il terzo sequel sarà maggiore rispetto a quella tra il primo e il secondo film. Ad aprile 2020, durante un'intervista con Total Film, la regista ha dichiarato di avere già in mente un arco narrativo che includerebbe tutti e quattro i film di Wonder Woman, includendo quello incentrato sulla storia delle Amazzoni e il terzo film riguardo al personaggio principale. A fine giugno 2020, durante un'intervista con Heroic Hollywood riguardo allo stato del terzo film, la Jenkins ha svelato che la storia su cui stava lavorando da sei mesi era in pausa, per capire come includere l'epidemia da COVID-19 all'interno della trama.

## Spin-off
A dicembre 2019 la regista Patty Jenkins ha espresso un grande interesse nello sviluppo di uno spin-off incentrato sulla storia delle Amazzoni. Patty Jenkins è diventata produttrice esecutiva dello spin-off. Ad aprile 2020 la regista ha rivelato che spera di non dirigere lo spin-off, ma ha confermato che lo produrrà.